# 石井弓夫
石井 弓夫（いしい ゆみお、1935年（昭和10年）12月4日 - ）は、日本の土木工学者。工学博士、技術士、APECエンジニア、土木学会認定特別上級土木技術者（施工・マネジメント）。

## 経歴
1959年（昭和34年）東京大学工学部土木工学科を卒業し、建設技術研究所に入社。同社東京本社技術第3部部長、取締役、社長を経て、1995年（平成7年）代表取締役会長に、2003年（平成15年）建設コンサルタンツ協会会長に就任した。のち建設技術研究所名誉顧問となった。
ほか、土木学会第95代会長、同会理事、国際委員会委員長、コンサルタント委員会委員長、国際貢献賞選考委員会委員長、表彰委員会委員長、倫理・社会規範委員会委員長などを歴任した。